# Сан-Джуліано-Міланезе
Сан-Джуліано-Міланезе (італ. San Giuliano Milanese) — муніципалітет в Італії, у регіоні Ломбардія,  метрополійне місто Мілан.
Сан-Джуліано-Міланезе розташований на відстані близько 470 км на північний захід від Рима, 11 км на південний схід від Мілана.
Населення — 37 987 осіб (2014).

## Демографія
Населення за роками:

Станом на 1 січня 2023 року в муніципалітеті офіційно проживали 7393 іноземці з 102 країн, серед них 1571 громадянин країн Євросоюзу та 422 громадяни України.

## Сусідні муніципалітети
- Карп'яно
- Кольтурано
- Локате-ді-Трьюльці
- Меділья
- Меленьяно
- Сан-Донато-Міланезе